# Drinul Negru
Drinul Negru (în albaneză Drini i Zi, în macedoneană Црн Дрим) este un râu din Macedonia de Nord și Albania. 

## Geografie
Acesta izvorăște din partea de nord-vest a lacului Ohrida din Struga, Macedonia de Nord. Are 149 km lungime (din care 56 km lungime în Macedonia de Nord) și bazinul său hidrografic este de 3.504 km². Debitul său mediu este de 118 m³/s.
După aproximativ 56 km trece granița în Albania, în vestul orașului Debar, Macedonia de Nord, la 476 de metri deasupra nivelului mării. Se unește cu Drinul Alb în apropierea orașului Kukës în nordul Albaniei pentru a forma râul Drin, care se varsă în Marea Adriatică. Drenează cea mai mare parte a regiunii de est a Albaniei. Numele sale străvechi sunt - Drinius, Trinius (Pliniu), Δρεῖνος (Ptolemeu). Originea sa este ilirică, numele râului este bazat pe cuvântul mai vechi *Drūn, care la rândul lui provine din limbi indo-europeane *drū: în indiana veche drāvayate, a alerga, a curge și în limba avestică dru, a alerga.
|  |  |

Din 2013, 6 mai a fost marcată drept „Ziua Râului Drinul Negru” pentru a sensibiliza publicul în vederea protecției bazinului râului Drin.

## Agricultură
Zona în care curge prin Albania formează o vale foarte bună pentru agricultură. Principalele produse cultivate sunt porumbul și orzul; silvicultura evoluează, de asemenea. Păstrăvul de Ohrida (Salmo letnica), care este o formă de somon, poate fi găsit uneori și în alte părți ale râului.
În a doua jumătate a secolului al XX-lea, odată cu construirea a două baraje pe partea macedoneană a râului și a patru baraje pe partea albaneză, drumul păstrăvului de Ohrida a fost complet blocat. Valurile sunt o problemă pentru alte specii de pești din Adriatica care au ajuns anterior în Lacul Ohrida.

## Hidrocentrale
În prezent, debitul râului este utilizat la maximum și reprezintă un potențial hidroenergetic pentru Republica Macedonia. Cele două centrale hidroenergetice din Macedonia de Nord amplasate între lac și graniță generează 580 kWh de energie electrică pe an.

## Vezi și
- Listă de râuri din Albania
- Listă de râuri din Macedonia de Nord